# 한국원
한국원(韓國源, 1906년 ~ 1974년)은 대한민국의 의사, 정치인이다. 제2대 국회의원을 지냈다.
대구의학전문학교를 졸업하고, 경북의사회 회장, 경북도 보건과장, 국광병원장을 역임하였다.

## 역대 선거 결과
|  | 20.67% |

|  | 21.56% |

|  | 3.65% |

## 참고자료
- 한국원 - 대한민국헌정회